# Mezőtóhát község
Mezőtóhát község (románul: Comuna Tăureni) község Maros megyében, Romániában. Központja Mezőtóhát, beosztott falvai Csontostanya, Kincstáribirtok.

## Népessége
A 2011-es népszámlálás adatai alapján a község népessége 989 fő volt.